# ウラジーミル・ロボフ

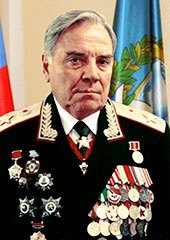
ウラジーミル・ロボフ

ウラジーミル・ニコライェヴィチ・ロボフ（Влади́мир Никола́евич Ло́бов、1935年7月22日 - ）は、ソビエト連邦の軍人。ソ連最後の参謀総長。

## 経歴
1935年、ロシア連邦共和国を構成する、バシキール自治ソビエト社会主義共和国の農家に生まれる。1959年、リャザン守備隊将校会館附属夜間中学校を優秀で卒業し、中尉に任官、リャザン砲兵学校生徒小隊長に任命される。
その後、戦略ロケット軍の部隊に配属される。1967年、フルンゼ名称軍事アカデミーを卒業するが、当時、中ソ対立の影響で同アカデミーの卒業生は全員、地上軍に送ることが決定されていた。1968年、ドイツ駐留ソ連軍の第35自動車化狙撃師団に配属。同年のプラハの春時、大隊長としてプラハに侵攻。
1969年、自動車化狙撃連隊参謀長、1970年、連隊長、1973年、レニングラード軍管区の第63教育自動車化狙撃師団長に任命。1975年、少将に昇進し、アルハンゲリスクの軍団長に任命。
1979年、参謀本部アカデミーを優秀で卒業し、第28軍司令官に任命。1981年、レニングラード軍管区第一副司令官。1984年、中央アジア軍管区司令官となり、1986年のアルマアタ事件では、セルゲイ・ソコロフ国防相の指令に反してデモ隊に対して軍の出動を拒否している。
1987年、ソ連軍参謀第一次長となったが、ドミトリー・ヤゾフ国防相らソ連国防省の上層部に対して軍の改革に関する意見具申を繰り返し、ヤゾフの忌避に触れて一時干された状態となった。1989年、参謀第一次長兼ワルシャワ条約機構統合軍参謀長として復活。1991年3月、ワルシャワ条約機構が解体され、同年7月、フルンゼ軍事アカデミー軍事科学主任、教授になる。同年8月のクーデターでは、ヤゾフも参加していた国家非常事態委員会の不支持を宣言し、ソ連軍の全面介入を抑えた。クーデター後、ソ連軍参謀総長に就任したが、まもなくソ連が崩壊したため、12月に辞任した。
現在、国際平和財団協会「人民の記憶」社会委員会議長、ロシア国際関係協会理事を務めている。

## パーソナル
赤旗勲章、二等クトゥーゾフ勲章、赤星勲章、二等及び三等「軍における祖国への奉仕に対する」勲章、友好勲章を受章。
歴史科学準博士、軍事科学博士、教授、ロシア自然科学アカデミー会員。
妻帯、1男1女、3人の孫を有する。余暇は、読書、クラシックと民族音楽の音楽鑑賞、観劇、散歩で過ごす。